# Марк Теренцій Варрон Гібба
Марк Теренцій Варрон Гібба (*лат. Marcus Terentius Varro Gibba; д/н — 42 до н. е.) — політичний діяч часів занепаду Римської республіки.

## Життєпис
Походив з впливового роду нобілів Теренціїв Варронів. Про батьків його обмаль відомостей. Здобув гарну освіту, зацікавився правознавством. Був протеже Марка Туллія Цицерона. 52 року до н. е. разом з ним успішно захищав Марка Сауфея, звинуваченого у вбивстві Публія Клодія Пульхра.
46 року до н. е. був квестором Марка Юнія Брута, пропретора Цізальпійської Галлії. 43 року до н. е. обирається народним трибуном, ставши разом з колегами останнім трибуном Римської республіки. Загинув 42 року до н.е. під час битви при Філіппах.